# 露天商※心詩
露天商※心詩（ろてんしょう・しんじ、1956年 - ）は、大阪を中心に活動するロックミュージシャン。

## 人物
1980年代から大阪心斎橋などの路上で「浪花のジミー・ペイジ」と称してストリートライブを展開する。中学3年生のときにコンサートを観たレッド・ツェッペリンに影響を受けて16歳から音楽一筋の生活を始め、「心斎橋のストリートを築き上げた生粋のロッカー」と評価されている。最近は路上パーフォーマンスにたいする規制強化によりライブハウスに活動の中心を移しているが、飲み屋街での「流し」形式の活動は定期的に行っている。
基本的にはエレアコギター一台による弾き語りだが、シャウトするボーカルと多彩で迫力あるギター演奏、ユーモアあふれるパフォーマンスで知られる。持ち歌は無数で多くのジャンルにわたるが、「天国への階段」「サティスファクション」などの日本語のオリジナルカバーを好んで演奏する。
近年はNMB48のメンバーとジョイントするなど、マスコミ露出も増えているが、独特の風貌と奔放な生活スタイルを崩さずに活動している。

## テレビ出演
- NMBのめっちゃバイト 2014年11月4日放送[7]
- ちちんぷいぷい 2016年10月31日放送[8]